# Àmfora de Dípilon
L'Àmfora de Dípilon és una àmfora grega, prototip de l'estil tardogeomètric, trobada a la necròpoli atenesa de Dípilon i datada de cap al 750 abans de la nostra era. Es considera l'obra mestra del Mestre de Dípilon i es mostra en el Museu Arqueològic Nacional d'Atenes.

## Història
Aquesta àmfora es va destinar a ser sêma (σῆμα, plural σήματα / sêmata) 'signe', 'senyal' per a la sepultura d'una dona atenesa pertanyent a una família noble que es podia permetre el luxe d'encarregar el primer atuell funerari dotat de semblants dimensions monumentals. L'àmfora, que podia rebre les libacions abocades per les persones de dol, tenia una funció essencialment commemorativa: era alhora el signe de la tomba d'una dona de la noblesa i un monument a la seua memòria. El tipus de recipient ve determinat per la tradició del segle precedent que els atenesos usaven per a incinerar els morts: per a les cendres de les dones utilitzaven les àmfores, i per a les dels homes els craters.

## Descripció i estil

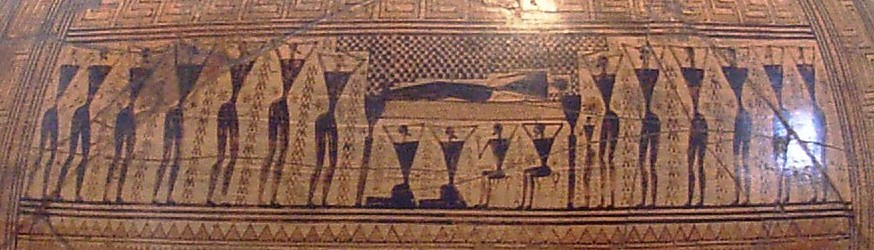
Part frontal amb la representació de la pròtesi

L'àmfora és recoberta de dibuixos ornamentals abstractes i motius tradicionals repetits. La fórmula més simple i freqüent és una banda de dues o tres línies horitzontals fines que poden combinar-se amb altres mòduls per a fer fórmules més complexes. La complicació augmenta cap a les anses, l'extrem més important, i després de nou disminueix. Hi ha tres bandes amb un sol meandre, dues amb dobles meandres i només un meandre triple. Aquests meandres alternen motius d'estil grec, dibuixos en ziga-zaga, dents de llop, rombes i òvals.
Les figures són tractades com fórmules: cabres pasturant i cérvols agenollats al coll de l'atuell apareixen en els dos primers frisos continus amb els animals i els seguiran milers de frisos semblants; són mòduls i funcionen com les bandes decoratives, les cabres, per exemple, giren el cap enrere i quasi per sobre d'elles, imitant el moviment del meandre sobre si mateix.
La decoració de la part central de l'àmfora és una pròtesi, o plany fúnebre. El Mestre del Dípilon reduí al mínim la diferència entre la part pictòrica i l'abstracta, i transformà la figura humana en un motiu geomètric i la representació en un esquema. De la forma amb què creà les 39 figures humanes que són a la zona de les anses (vuit a la part posterior, 6 a continuació de cada ansa, 19 en la pròtesi, a la part frontal) es poden destacar algunes variacions: en la pròtesi, el cadàver és just al bell mig de l'àmfora, i es veu davall dels vestits que les dues dones estan agenollades. Dues figures més a l'esquerra duen espases i són hòmens; entre les figures, un xiquet està representat com un adult en miniatura. Les diferències, però, són mínimes: la majoria de figures del Mestre del Dípilon tenen pràcticament la mateixa forma, dividida en traços abstractes i, com la mateixa àmfora, sotmesa a un cànon proporcional. El cap és un petit cercle amb una protuberància a la barbeta, l'altura del cap i el coll és la meitat de la del tronc; el tronc (que es mostra frontalment) és un triangle amb bastonets en comptes de braços. El cos està quasi tallat a la cintura i els genolls: la distància entre la cintura i els genolls i entre els genolls i els peus és pràcticament la mateixa. La silueta del Dípilon amb les seues articulacions és la suma de parts diferents relacionades matemàticament.
En la representació de l'escena s'evita la superposició de figures. La cobertura amb quadres que ha de colgar el cos de la dona noble es mostra com una tenda de campanya estesa damunt del seu cos amb la vora inferior que segueix la línia per tal de no confondre's amb ella. Totes les figures són en el mateix pla; els malalts que són al costat del fèretre en realitat l'envolten en plor ritual. De la mateixa manera, les figures sota el fèretre es troben dempeus enfront de la morta. Amb l'aplanament de l'espai quasi res resulta ocult o implícit.

## Tècnica
L'atuell, per la seua grandària, es va elaborar  en seccions unides més tard; l'angle agut format per la trobada entre la forma ovoide del cos i la forma cilíndrica del coll s'ha deixat fora. El terrissaire va afegir-hi dues anses dobles. L'estructura sembla respondre a un esquema proporcional precís: l'alçada n'és el doble de l'amplària, el coll és la meitat de l'alçada del cos. La part pictòrica es feu amb una solució d'argila i aigua, que es convertiria en fosca després de la cocció de l'àmfora.